# 小行星14147
小行星14147（溫嶺曙光星，14147 Wenlingshuguang）是一颗主带小行星，是施密特CCD小行星項目組在1998年9月23日于興隆縣发现的。
Wenlingshuguang即“溫嶺曙光”，新千年照在中國大陸上的第一缕阳光投射于浙江省溫嶺市，故名。